# Четкович, Елена
Елена Четкович (серб. Јелена Ћетковић; 21 августа 1916, Цетине — 14 мая 1943, Белград) — югославская сербская партизанка, участница Народно-освободительной войны. Народный герой Югославии.

## Биография

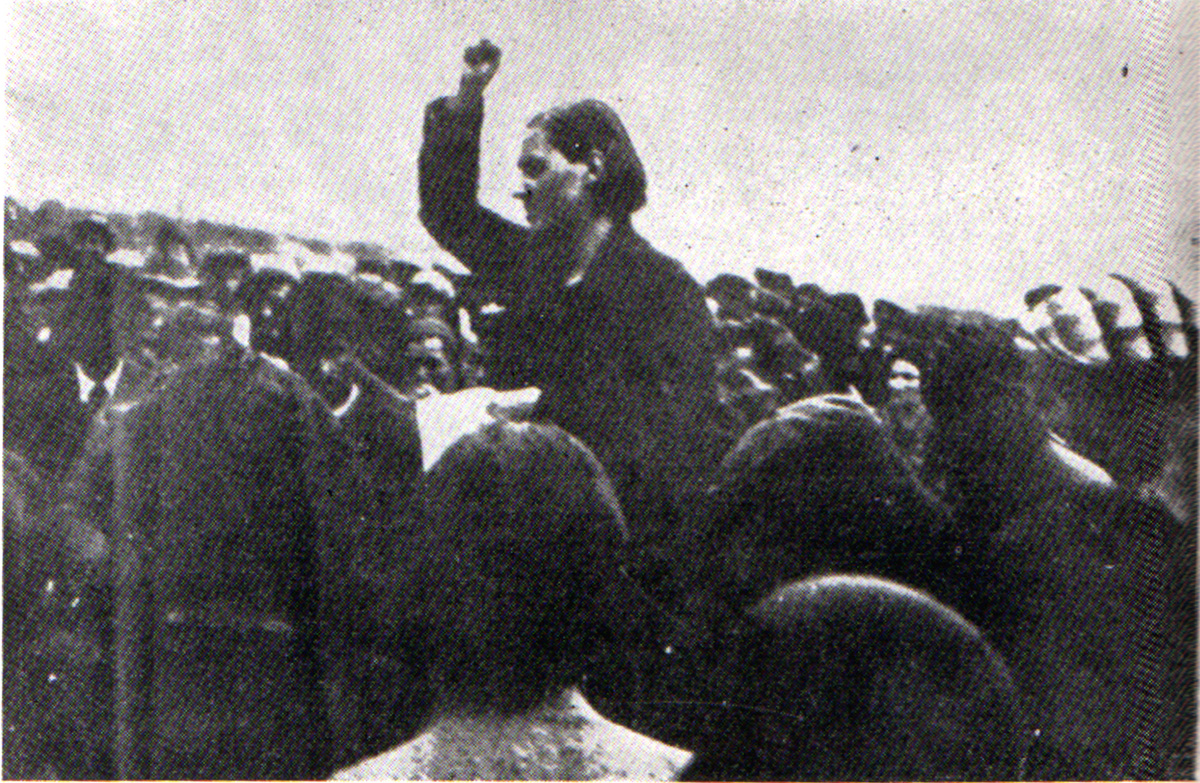
Елена Четкович выступает на поминках убитой коммунистки Божаны Вучинич, 1937 год

Родилась 21 августа 1916 года в Цетине. В юношеские годы работала на заводе, в 1936 вступила в Союз коммунистов Югославии. В Белградской партийной организации была наиболее известной активисткой, позднее состояла в райкоме «Центр».
В начале Народно-освободительной войны вошла в состав одного из партизанских отрядов в Боснии, получила должность курьера. В октябре 1941 вернулась в Белград и заняла должность секретаря городского комитета. В тяжёлых условиях оккупации, запрета коммунистических и патриотических организаций и пропаганде нацизма и фашизма Елена нашла в себе силы возглавить подпольное отделение партии.
Во время террора, арестов и расстрелов Елена организовала операцию по ликвидации коллаборационистов из Специальной полиции: Джордже Космаяца и Обрада Залада. 1 марта 1942 за пять дней до начала операции она была арестована. В тюрьме её жестоко пытали и забили до полусмерти, но Елена дожила до завершения спецоперации и устранения агентов полиции. Взбешённые коллаборационисты 14 мая 1943 расстреляли её в лагере Баница.
Звание Народного героя Елена получила посмертно 5 июля 1952. В память о храброй партизанке одна из школ Белграда была названа её в честь.